# Ischioplites
Ischioplites is een kevergeslacht uit de familie van de boktorren (Cerambycidae). De wetenschappelijke naam van het geslacht werd voor het eerst geldig gepubliceerd in 1864 door Thomson.

## Soorten
Ischioplites omvat de volgende soorten:
- Ischioplites metutus (Pascoe, 1859)
- Ischioplites salomonum Breuning, 1938
- Ischioplites yorkensis Breuning, 1961